# The Foreigner
För musikgruppen, se Foreigner.
The Foreigner är en amerikansk actionfilm från 2003 i regi av Michael Oblowitz, med Steven Seagal i huvudrollen.

## Handling
Privatagenten tillika kuriren Jon Cold (Seagal) får i uppdrag att frakta ett paket från Frankrike till Tyskland. Det som kunde varit vilket rutinuppdrag som helst visar sig vara svårare än så. Cold märker längs resan att fler är intresserade av paketet och dess innehåll. Han tvingas använda alla sina kunskaper och tänkbara medel för att hindra paketet att hamna i orätta händer.

## Rollista (i urval)
- Steven Seagal - Jonathan Cold
- Max Ryan - Dunoir
- Harry Van Gorkum - Jerome Van Aken
- Jeffrey Pierce - Sean Cold
- Anna-Louise Plowman - Meredith Van Aken
- Gary Raymond - Jared Olyphant

## Om filmen
Detta blev Seagals andra direkt till video-släpp. Från början var det tänkt att filmen skulle släppas på bio i USA. Men då Half Past Dead drog dåligt med folk på bio så valde man att släppa den direkt på DVD. Den gick dock upp på bio i South Korea, Bahrain, och Kuwait.
I uppföljaren Black Dawn, som dök upp två år senare, återvänder Seagals karaktär Jon Cold som den enda från originalet.